# Венгер Микола
Мико́ла Ве́нгер (точні дати народження й смерті невідомі) — український письменник, автор першого прозового твору в новій українській літературі.

## Біографія
Роки народження та смерті невідомі. Мешкав у Одесі. Період його творчості припадає на 30-ті та 50-ті — 60-ті роки XIX століття. Відомостей про його життя не збереглося (існують здогадки про його перебування в Окремому Кавказькому корпусі, але це лише припущення, зроблені на основі деяких можливо автобіографічних деталей у його текстах).

## Творчість
Дебютував 1831 року російськомовною повістю «Путешествие англичанина», що вийшла друком у Одесі.
Наступна публікація відбулася на початку 1832 року — це була повість «Микола Коваль», написана українською мовою й надрукована в Миколаєві (цензурний дозвіл від 28 листопада 1831 року). Повість мала підзаголовок «Малороссийская повесть нынешнего времени» і більш як на рік випередила публікацію «Салдацького патрета» Г. Квітки-Основ'яненка, який вважається першим зразком нової української прози (в другому випуску альманаху «Утренняя Звезда», 1833). «Микола Коваль» з дозволу одеського цензора Івана Дудровича від 28 листопада 1831 року вийшов на початку наступного року в сусідньому Миколаєві, де його виготовила друкарня Чорноморського гідрографічного депо.
У повісті Венгера йдеться про події, пов'язані з польським повстанням 1830—1831 років. За сюжетом повісті, «первий в селі законник» Микола Коваль організував селян для розправи над поміщиком М'ятижинським, котрий спершу лестощами, а потім погрозами спонукував їх підтримати повстання. Автор дотримується процаристських позицій, вважає, що намагання повстанців залучити до своїх лав українських селян (сформульовані у відомому гаслі «Za wolność naszą i waszą!») були чисто демагогічними («щоб ми на них робили, а вони нас пообдирали») і взагалі налаштований надто консервативно. Проте повість «Микола Коваль» має неабияке історико-літературне значення через те, що в ній описується тогочасною українською розмовною мовою реальний перебіг подій. Крім того, самий факт публикації ранньої української прози на півдні України наочно ілюструє неспроможність шовіністичних, імперських пропагандивних кліше, що нібито цей край ніколи не був українським.
1835 року в Москві було видано «Сочинения Николая Венгера в стихах и прозе. Ч. 1» (двадцять сім поезій і шість прозових творів російською мовою: повість про Контрактовий ярмарок у Києві «Толпа зевак», «Арифметическая задача», «Экономика и писарь», «Письмо из Грузин» та ін.). 1839 року планувалося видання його твору «Новітня істина, або Розбійниця Генрієтта», але він так і не вийшов друком.
Після цього Венгер замовк майже на півтора десятиліття. Від року 1853 починають з'являтися під його підписом численні брошури-метелики з віршованими відгуками на різні суспільні події (зокрема, Кримську війну — «Совіт ворогам», 1854) та «етнографічними» віршами українською («Військова пісня» — 1853, «Малороссийская песня» — 1853, «Чумаки в Одесі» — 1858, «Одеська ярмарка» — 1859, «Червоний жупан» — 1859, «Небачене диво в Адесі», «Горе без дощу», «Дощ, благодать Господня») та російською («Російські герої» — 1854, «Сирна неділя» — 1854, «До ополчення» — 1855, «Гуляння в Одесі 26 серпня 1856 року» — 1856, «Красуня» — 1858, «Високосний рік» — 1859 та ін.) мовами. Останньою публікацією Венгера, на думку літературознавця Григорія Зленка, був вірш «Гуляка», надрукований за псевдонімом Н. Иванов 1867 року. Критики розцінювали ці вірші як дуже недосконалі, на межі з графоманією.
Сучасну наукову републікацію найкращої та найважливішої для історії літератури повісті Венгера «Микола Коваль» здійснила кандидат філологічних наук Оксана Супронюк («Київська старовина», 1999, № 3).

## Вшанування пам'яті
19 лютого 2015 року, в Миколаївській науковій бібліотеці презентували фототипове перевидання повісті Миколу Венгера «Микола Коваль».
Це краєзнавче видання з'явилося у рамках ініціативи миколаївського обласного об'єднання суспільства «Просвіта» імені Тараса Шевченка. З 2013 року об'єднання перевидає історичні матеріали на Миколаєві, зокрема, роботи Тараса Шевченка і миколаївського історика Юрія Бойка-Блохіна.